# Нгбака ма’бо (язык)
Нгба́ка ма’бо (также нгбака-ма’бо, боуака, бвака, гбака, ма’бо, мбакка, мбака, нбвака, нгбака лимба, гвака, мбвака; англ. ngbaka ma’bo, bouaka, bwaka, gbaka, ma’bo, mbacca, mbaka, nbwaka, ngbaka limba, gwaka, mbwaka) — адамава-убангийский язык, распространённый в приграничных районах Республики Конго, Центральноафриканской Республики и Демократической Республики Конго, язык народа нгбака ма’бо. Входит в состав ветви сере-нгбака-мба убангийской подсемьи. Наиболее близок языку гилима.
Численность носителей — около 234 000 человек. Письменность основана на латинском алфавите.

## Классификация
Согласно классификациям, представленным в справочнике языков мира Ethnologue и в «Большой российской энциклопедии», язык нгбака ма’бо включён в подгруппу западные нгбака вместе с языками бака, ганзи, гунди, бомасса, гилима, бурака, гбанзири, кпала, монзомбо и янго. Указанная подгруппа входит в состав группы нгбака подветви нгбака-мба ветви сере-нгбака-мба убангийской подсемьи адамава-убангийской семьи. Вместе с языком гилима язык нгбака ма’бо образует кластер бвака.
В классификации, опубликованной в базе данных по языкам мира Glottolog, кластер бвака (с языками нгбака ма’бо и гилима) входит в подгруппу речные западные мунду-бака. Данная подгруппа последовательно включается в следующие языковые объединения: языки западные мунду-бака, языки мунду-бака, языки нгбака-мба, языки сере-нгбака-мба, убангийские языки, камерунско-убангийские языки и северные вольта-конголезские языки. Последние вместе с языками бенуэ-конго, кру, ква вольта-конго и другими образуют объединение вольта-конголезских языков.
По общепринятой ранее классификации Л. Букьё и Ж. Тома язык нгбака-ма’бо включается в одну из 3 подгрупп восточной ветви убангийской группы адамава-убангийской семьи вместе с языками мунду, ндого, баи, бвири, сере, тагбо и другими.

## Лингвогеография

### Ареал и численность
Ареал языка нгбака-ма’бо размещён в приграничных районах трёх государств Центральной Африки — Республики Конго, Центральноафриканской Республики и Демократической Республики Конго. В Республике Конго ареал нгбака-ма’бо расположен на северо-востоке страны — в северо-восточной части округа Донгу департамента Ликуала — по правому берегу реки Убанги. В ЦАР ареал нгбака-ма’бо находится на юго-западе страны — в субпрефектурах Мбаики и Монгумба префектуры Лобае и отчасти в субпрефектуре Бимбо префектуры Омбелла-Мпоко — к югу от столицы республики, города Банги на правобережье реки Убанги в верхнем течении рек Пама и Лобае. В ДРК ареал нгбака-ма’бо размещён в северо-западных районах — в провинции Южное Убанги — в окрестностях города Либенге по левому берегу Убанги.
На территории Центральноафриканской Республики ареал языка нгбака-ма’бо с юга граничит с областями распространения языка яка группы банту и адамава-убангийского языка монзомбо, с запада — с областями распространения языков нгандо и мбати группы банту. С севера к ареалу языка нгбака-ма’бо примыкает ареал адамава-убангийского языка али. С северо-востока к ареалу нгбака-ма’бо примыкают окрестности столицы ЦАР города Банги с областью смешанного расселения носителей адамава-убангийских языков али, якома и банда-банда. К северо-востоку от Банги размещён небольшой островной ареал языка нгбака-ма’бо, граничащий с севера и запада с ареалом языка банда-банда и с юга и востока (за рекой Убанги в ДРК) соседствующий с ареалом близкородственного языка гилима. На территории ДРК за рекой Убанги размещены два небольших района, в которых живут носители нгбака-ма’бо в соседстве с ареалами адамава-убангийских языков гилима, моно, нгбунду и нгбака. К северу от города Либенге носители нгбака-ма’бо живут чересполосно с носителями языка нгомбе группы банту.
Согласно данным, представленным в справочнике Ethnologue, общая численность говорящих на языке нгбака-ма’бо по оценкам разных лет составила 234 000 человек, в том числе в ЦАР в 1996 году — 88 000 человек, в Республике Конго в 2014 году — 135 000 человек, в ДРК в 1984 году — 11 000 человек. По современным оценкам сайта Joshua Project общая численность носителей нгбака-ма’бо составляет 313 тысяч человек, из них в Республике Конго — 157 тысяч, в Центральноафриканской Республике — 127 тысяч, в Демократической Республике Конго — 29 тысяч.

### Социолингвистические сведения
Согласно данным сайта Ethnologue, по степени сохранности язык нгбака-ма’бо является так называемым развивающимся языком, так как он устойчиво используется представителями народа нгбака ма’бо всех поколений, включая младшее, и имеет стандартную форму, хотя и без строгих устоявшихся норм и без широкого распространения. Как второй язык нгбака-ма’бо распространён среди носителей языка гилима (в ДРК). Представители народа нгбака-ма’бо наряду с родным также владеют языками санго (в ЦАР) и лингала (в Республике Конго и в ДРК).
Подавляющее большинство нгбака ма’бо исповедует христианство, у небольших групп сохраняются традиционные верования. Менее всего христиан среди нгбака ма’бо в ДРК — 25 %, все остальные — приверженцы традиционной религии.

## Лингвистическая характеристика

### Фонетика и фонология
Для языка нгбака ма’бо характерно наличие носовых гласных фонем. Нгбака ма’бо является тональным языком — в его просодической системе различают три ровных тоновых уровня — высокий, средний и низкий.

### Морфология

#### Числительное
В языке нгбака ма’бо применяется десятичная система счисления, схожая с системой счисления в языке гбанзили. Форма числительного vìíìnā «девять», возможно, образована контаминацией форм числительных «пять» и «четыре». Форма числительного sákì «тысяча» образована от лексемы sac — жаргонного названия банкноты в тысячу франков. Часть составных числительных kúlē имеет значение «пальцы открытой ладони».
Примеры числительных от 1 до 30, десятков, сотен 100 и 200, тысяч 1000 и 2000 (в примерах акут (′) обозначает высокий тон, гравис (`) обозначает низкий тон, средний тон маркируется чертой сверху, тильда внизу гласной (a̰) обозначает его назализацию):
| 1  | k͡páàá ~ k͡páàkɔ́      |
| 2  | ɓīsì                |
| 3  | ɓātà                |
| 4  | ɡ͡bīānā              |
| 5  | ʔèvè ~ vè           |
| 6  | sítà ~ sítā         |
| 7  | sílànā              |
| 8  | sɛ́nā                |
| 9  | vìíìnā (5+4)        |
| 10 | nzò k͡pā̰             |
| 11 | nzò-k͡pā̰-kúlē-k͡páàkɔ́ |
| 12 | nzò-k͡pā̰-kúlē-ɓīsì   |
| 13 | nzò-k͡pā̰-kúlē-ɓātà   |
| 14 | nzò-k͡pā̰-kúlē-ɡ͡bīānā |
| 15 | nzò-k͡pā̰-kúlē-vè     |
| 16 | nzò-k͡pā̰-kúlē-sítà   |
| 17 | nzò-k͡pā̰-kúlē-sílànā |
| 18 | nzò-k͡pā̰-kúlē-sɛ́nā   |
| 19 | nzò-k͡pā̰-kúlē-vìíìnā |
| 20 | nzò-k͡pā̰-ɓàlē-ɓīsì   |

| 21   | (nzò-k͡pā̰)-ɓàlē-ɓīsì-kúlē-k͡páàkɔ́ |
| 22   | (nzò-k͡pā̰)-ɓàlē-ɓīsì-kúlē-ɓīsì   |
| 23   | (nzò-k͡pā̰)-ɓàlē-ɓīsì-kúlē-ɓātà   |
| 24   | (nzò-k͡pā̰)-ɓàlē-ɓīsì-kúlē-ɡ͡bīānā |
| 25   | (nzò-k͡pā̰)-ɓàlē-ɓīsì-kúlē-vè     |
| 26   | (nzò-k͡pā̰)-ɓàlē-ɓīsì-kúlē-sítà   |
| 27   | (nzò-k͡pā̰)-ɓàlē-ɓīsì-kúlē-sílànā |
| 28   | (nzò-k͡pā̰)-ɓàlē-ɓīsì-kúlē-sɛ́nā   |
| 29   | (nzò-k͡pā̰)-ɓàlē-ɓīsì-kúlē-vìíìnā |
| 30   | ɓàlē-ɓātà                       |
| 40   | ɓàlē-ɡ͡bīānā                     |
| 50   | ɓàlē-vè                         |
| 60   | ɓàlē-sítà                       |
| 70   | ɓàlē-sílànā                     |
| 80   | ɓàlē-sɛ́nā                       |
| 90   | ɓàlē-vìíìnā                     |
| 100  | nɡūndānɡū                       |
| 200  | nɡūndānɡū-ɓīsì                  |
| 1000 | sákì                            |
| 2000 | sákì-ɓīsì                       |